# Kärkjärvi (sjö i Päijänne-Tavastland)
Kärkjärvi är en sjö i Finland. Den ligger i kommunen Nastola i landskapet Päijänne-Tavastland, i den södra delen av landet, 100 km nordost om huvudstaden Helsingfors. Kärkjärvi ligger 92,1 meter över havet. Den ligger vid sjön Kymijärvi. I omgivningarna runt Kärkjärvi växer i huvudsak blandskog. Den är 10,91 meter djup. Arean är 1,99 kvadratkilometer och strandlinjen är 11,97 kilometer lång. Sjön  ingår i Kymmene älvs huvudavrinningsområde. 